# Cándido Conde-Pumpido Tourón
Cándido Conde-Pumpido Tourón (La Corunya, 22 de setembre de 1949) és un jurista i jutge espanyol, des de 1995 magistrat del Tribunal Suprem i des de 2017 magistrat del Tribunal Constitucional d'Espanya. Fiscal general de l'Estat entre els anys 2004 i 2011, va ser membre del Consell d'Estat durant el mateix període.

## Biografia
És llicenciat en Dret (1971) i en Ciències Econòmiques i Empresarials (1976) per la Universitat de Santiago de Compostel·la. L'any 1973 va ingressar a la carrera judicial per oposició i va exercir de jutge de Primera Instància i Instrucció destinat als partits judicials de Puebla de Sanabria (1974-76) i O Carballiño (1976-81) a més d'exercir a Verín. Entre 1981 i 1985 va ser magistrat de l'Audiència Provincial de Sant Sebastià i president del Jurat Provincial d'Expropiació de Guipúscoa i fou president de l'Audiència Provincial de Segòvia entre 1985 i 1995.
Es va dedicar a la docència universitària com a professor de Dret civil a la Facultat de Dret de Sant Sebastià de la Universitat del País Basc (1981-86) i al Col·legi Universitari de Segòvia, centre adscrit a la Universitat Complutense de Madrid (1986-1998). També fou professor al Curs Superior de Direcció i Gestió de la Seguretat Pública de l'Institut Universitari Ortega y Gasset de Madrid i de diferents promocions del Cos Nacional de Policia i de la Guàrdia Civil en cursos d'especialització en Policia Judicial del Centre d'Estudis Jurídics de l'Administració de Justícia.
El 1995 va obtenir la condició de magistrat del Tribunal Suprem adscrit a la Sala Segona. En el seu exercici com a magistrat destaca la seva oposició a la imputació de Felipe González pel cas GAL i per participar en les ponències dels casos Roldán i Marey, on fou condemnat l'exministre de l'Interior espanyol José Barrionuevo.
El Govern d'Espanya presidit per José Luis Rodríguez Zapatero el va designar fiscal general de l'Estat, càrrec del qual va prendre possessió el 27 d'abril de 2004. Arran del seu nomenament va passar a ser membre nat del Consell d'Estat des del 20 de maig del mateix any. Va renovar la seva elecció com a fiscal general el 2008, responsabilitat de la qual va ser destituït el 17 de desembre de 2011. Durant la seva etapa al capdavant de la Fiscalia General de l'Estat va formar part de l'Associació Iberoamericana de Ministeris Públics com a vicepresident (2006-07) i com a president (2007-11) i va participar el 2009 a la constitució de la Xarxa de Fiscals Generals dels Tribunals Suprems de la Unió Europea, de la qual fou president.
Ha estat membre del consell de redacció de les revistes Ledico, Sentencias de las Audiencias Provinciales i Derecho Ambiental, col·laborador de la Revista Aranzadi Civil i conseller territorial de la Revista General de Derecho.
Fou investit professor honoris causa de l'Escola Nacional del Ministeri Públic de la República Dominicana (2007).
L'any 2017 va ser nomenat magistrat del Tribunal Constitucional d'Espanya per designació del Senat, responsabilitat de la qual va prendre possessió el 14 de març.
El setembre del 2019 l'ABC va publicar una notícia on mencionava que Conde-Pumpido podria estar maniobrant dins el Tribunal Constitucional per poder anul·lar la sentència de l'1-0 des del Tribunal Constitucional. Hores després, el mateix TC va publicar un comunicat desmentint els fets.

## Publicacions
- La reforma del Proceso Penal. Editorial Tecnos (Madrid, 1990).
- El delito ecológico. Editorial Trotta (Madrid, 1992).
- Manual del Jurado. Publicaciones Abella (Madrid, 1996).
- Código Penal. Doctrina y Jurisprudencia. Editorial Trívium (Madrid, 1997).
- Enjuiciamiento Criminal, Doctrina y Jurisprudencia. Editorial Trívium (Madrid, 1998).
- Los Procesos Penales. Editorial Bosch (Barcelona, 2000).
- La Ley de Responsabilidad Penal de los Menores. Doctrina y Jurisprudencia. Editorial Trívium (Madrid, 2001).
- Tratado Práctico de los Procesos de Extranjería. Editorial Bosch (Barcelona, 2002).
- Los Juicios Rápidos, el Procedimiento Abreviado y los Juicios de Faltas. Editorial Bosch (Barcelona, 2003).
- Código Penal Comentado. Editorial Bosch (Barcelona, 2004).
- Comentarios a la Ley de Enjuiciamiento Criminal y otras Leyes del Proceso Penal (Jurado, Extradición Pasiva, Habeas Corpus y Asistencia Jurídica Gratuita). Editorial Trívium (València, 2004).
- Comentarios al Código Penal. Editorial Bosch (Barcelona, 2007).
- Código Penal Comentado, tercera edición adaptada a la Ley Orgánica 5/2010, de 23 de junio. Editorial Bosch (Barcelona, 2012).

## Distincions

### Distincions honorífiques espanyoles
- Cavaller de l'Orde de Sant Ramon de Penyafort, gran creu (24 de juny de 2013).[12]

### Distincions honorífiques estrangeres
- Oficial de la Legió d'Honor de la República Francesa (República Francesa, 2012).[13][2]